# 李諴
李諴（801年—833年1月1日），唐朝皇子，是唐德宗李适的第十一子，生母不详。
贞元二十一年（805年），李諴被哥哥唐顺宗封为珍王，唐文宗大和六年（833年）十二月初七，李諴去世。

## 延伸阅读
[在维基数据编辑]
 《舊唐書/卷150》，出自刘昫《舊唐書》